# Ángel Manuel Perera Calle
Ángel Manuel Perera Calle (1939) es un sindicalista y político español.

## Trayectoria
Estudió formación profesional y trabajó en el ramo de la encuadernación y la imprenta. Políticamente fue miembro de la dirección de la Unión Sindical Obrera en Cataluña, militó en Convergencia Democrática de Cataluña y fue miembro de la Asamblea de Cataluña.
A las elecciones generales españolas de 1977 fue diputado por la provincia de Barcelona por el Pacto Democrático por Cataluña, y a las elecciones generales españolas de 1979 lo fue nuevamente por CiU, entrando en el Congreso de los Diputados en sustitución de Josep Maria Cullell y Nadal. Fue vocal de la Comisión de Trabajo y de la Comisión de Política Social y Trabajo del Congreso. El 1982 ya no se va presentar, y durante la década de los 80 fue responsable sectorial de Trabajo de CDC.